# Flacourt
Flacourt település Franciaországban, Yvelines megyében. Lakosainak száma 185 fő (2022. január 1.). Flacourt Boinvilliers, Dammartin-en-Serve, Favrieux, Soindres, Le Tertre-Saint-Denis és Vert községekkel határos.

## Népesség
A település népességének változása:
| Lakosok száma | 135  | 143  | 156  | 166  | 178  | 183  | 186  | 186  | 185  |
|               | 2013 | 2015 | 2016 | 2017 | 2018 | 2019 | 2020 | 2021 | 2022 |